# 링 샤오유
링 샤오유(중국어 간체자: 凌晓雨, 병음: Líng Xiǎoyǔ 링 샤오위[*], 한자음: 릉효우, 영어: Ling Xiaoyu, 일본어: 凌暁雨 린 샤오유[*])는 철권 시리즈의 캐릭터이다. 철권 3부터 등장하고 있다. 팔괘장과 벽괘권을 사용한다.

## 개요
링 샤오유 어른보다 뛰어난 권법 사용자이지만, 애석하게도 중국의 여자 고등학생이기 때문에 최근에는 노는 데에 정신이 팔려 있다. 격투 스타일은 팔괘권과 벽괘권을 베이스로 한 각종 중국 권법이다. 어느 쪽이라도 손바닥을 메인으로 사용하는 전투 방식이지만, 교유 발 기술도 많다. 뛰거나 뛰어오르거나 하는 날렵한 움직임과 특수한 자세가 특징적이다. 즉, 철권 시리즈의 프로레슬러로 유명한 캐릭터인 킹은 링 샤오유의 친구이다. 중국 국적이지만 게임 중에는 영어만 사용한다. 폴 피닉스와 비슷한 이야기에도 모두 영어로 말하며, 또한 애완동물인 팬더와는 의사 소통이 가능하다. 킹에게 마음을 두고 있는 듯하며 킹을 걱정해서 몇 번이나 킹의 뒤를 쫓아간다. 영화 《철권: 블러드 벤전스》에서는 주인공을 맡고 있다. 파친코 판 CR 철권에서는 킹에게 마음을 전하는 SP 출연이 있는 것 외에 주연급의 존재이기 때문에 여러 가지 출연으로 등장을 해서 파치슬로 판에서는 세 명의 주연 중의 한 사람으로 출연을 하고 있지만 2nd에서는 주연을 카자마 아스카에게 양도했으며, 카자마 아스카의 라이벌로 등장을 하고 있다. 또, 3rd에서는 주역으로 복귀하며, 알리사 보스코노비치도 친구가 된다. 《철권 7 FR》에서는 전작과는 다른 디자인인 오렌지 색의 옷에 하반신에 보디 슈트를 하고 있다.

## 스토리
철권 3
자신의 유원지를 만들기 위해서 헤이하치에게 접근하며, 대회에서 승리를 하면 소원을 이뤄준다는 것을 듣고 대회에 참가한 소녀이다.
철권 4
미시마 헤이하치의 보호하에 들어가서 일본으로 애완동물인 팬더와 함께 이주한다. 미시마 공업 고등학교에 다니며, 그 곳에서 킹과 만난다(미시마 고등 전문학교는 3년제). 대회 후에 킹은 행방불명이 되며, 샤오유는 학교를 다니면서 수행하는 세월을 보내고 있었다. 그러던 어느 날, 샤오유에게 위험을 알리는 내용의 발신자를 알 수 없는 이메일이 오며, 그 이메일이 킹으로부터 온 메일라고 확신하고 킹을 만나기 위해서 대회에 참가를 한다.
철권 5
대회 중, 요시미츠에게 미시마 가의 역사를 듣고 모든 원흉이 미시마 헤이하치가 미시마 카즈야를 절벽에서 떨어뜨린 사건이 아닐까라고 생각하기 시작한다. 그럴 무렵, 타임 머신을 발명할 수 있다는 자칭 천재 박사 노인을 만나며, 개발 자금을 조달하며, 미시마 가를 구하기 위해서 대회에 참가한다.
철권 6
미시마 헤이하치가 살고 있던 것에 안도하지만, 그런 미시마 헤이하치를 킹이 노리고 있는 것을 알고, 멈추게 하려고 하지만, 선뜻 가까이 하지 못하고 있었다. 그러던 중, 악에 물들여진 킹을 소생함과 동시에 버섯에서 구하기 위해서 대회에 참가하게 되었다.

## 같이 보기
- 철권 시리즈